# Saltery Bay Provincial Park
Der Saltery Bay Provincial Park ist ein 69 Hektar großer Provincial Park in der kanadischen Provinz British Columbia. Der Park liegt an der Sunshine Coast, etwa 1 Kilometer nördlich vom Fähranleger Saltery Bay Ferry Terminal der BC Ferries und etwa 27 südlich von Powell River. Er grenzt an den Highway 101.

## Anlage
Der kleine Park liegt unmittelbar an der Strait of Georgia. Der Park besteht aus den räumlich getrennten Campingbereich und dem Picknickbereich. Zum Park gehört auch ein unmittelbar vor der Küste liegendes Tauchgebiet.
Bei dem Park handelt es sich um ein Schutzgebiet der Kategorie II (Nationalpark).

## Geschichte
Der Park wurde im Jahr 1962 eingerichtet und nach einer, um die Jahrhundertwende in der Nähe liegenden, Fischfabrik benannt.
Wie bei fast allen Provinzparks in British Columbia gilt auch für diesen, dass er lange bevor die Gegend von Einwanderern besiedelt oder sie Teil eines Parks wurde, Jagd- und Fischereigebiet verschiedener Stämme der First Nations war. Berge von Muschelschalen zeigen auch, dass dies ein traditioneller Versammlungsort für die First Nations war.

## Flora und Fauna
Der Park liegt im gemäßigten Regenwald und die Klimazone bestätigt hier ihren Namen. Die Gegend gilt als der regenreichste Abschnitt der Sunshine Coast. Innerhalb des Ökosystems von British Columbia wird das Parkgebiet innerhalb der Coastal Douglas Fir Zone der Wet Subzone zugeordnet. Diese Biogeoklimatischen Zonen zeichnen sich durch ein jeweils gleiche Klima sowie gleiche oder ähnliche biologische und geologische Voraussetzungen aus. Daraus resultiert in den jeweiligen Zonen dann ein sehr ähnlicher Bestand an Pflanzen und Tieren.
Hier wächst neben der Douglasie und der Nootka-Scheinzypresse hauptsächlich die Westamerikanische Hemlocktanne (im englischen Sprachraum „Coastal Western Hemlock“ genannt). Die Bäume sind mit epiphytische Flechten und Moose überzogen. Der Wald hat auch hier einen Unterwuchs aus Schwertfarnen und Heidekrautgewächsen. Den in weiten Teilen der Provinz verbreiteten Pazifischen Blüten-Hartriegel, die Wappenpflanze von British Columbia, findet man auch hier.
Der Tidenhub der Strait of Georgia beträgt hier im Regelfall zwischen 1 Meter und 5 Meter. Bei Ebbe besteht die Möglichkeit am Strand Muschelbänke und andere maritime Lebewesen zu sehen. Die Muscheln sowie Fische locken Fischadler und Weißkopfseeadler an. Da die Gegend nur dünn besiedelt ist, finden sich hier auch Schwarzbären.

## Aktivitäten
Eine besondere touristische Attraktion stellt das Tauchgebiet „Mermaid Cove“ da. Dort befindet sich in rund 18 Meter Tiefe eine etwa 3 Meter große Statue einer Meerjungfrau aus Bronze. Auch finden sich in dem Revier Unterwasserhöhlen und Schiffswracks.
Der Park hat 42, teilweise reservierbare, Stellplätze für Wohnmobile und Zelte und verfügt über eine Sanitäranlage.